# Weimin Sun
Weimin Sun (孙为民) est un peintre de compositions animées, figures, animaux, chinois du XXe siècle né en 1946 à Heilongjiang (province au nord-est de la Chine, à la frontière russe).

## Biographie
De 1963 à 1967, il travaille à Pékin sous la direction de Aix Xuan et de Li Kai dans les classes préparatoires à l'Académie Centrale des Beaux-Arts de Pékin. Après la révolution culturelle, il reprend ses études à l'Académie jusqu'en 1987, puis devient professeur.
Marié à l'artiste Nie Ou, ils vivent et travaillent à Pékin.
Il expose régulièrement en Chine et remporte en 1984 la médaille de bronze à la VIe Exposition des Beaux-Arts.
À l'étranger, il participe à l'exposition itinérante: La Peinture à l'Huile du Peuple de la République de Chine à Hong Kong, à Singapour, au Japon et aux États-Unis en 1987.